# Microdrosophila bimaculata
Microdrosophila bimaculata är en tvåvingeart som först beskrevs av Johannes Cornelis Hendrik de Meijere 1908.  Microdrosophila bimaculata ingår i släktet Microdrosophila och familjen daggflugor. Inga underarter finns listade i Catalogue of Life.